# آلوفان
آلوفان  (به انگلیسی: Allophane) با فرمول شیمیایی  از مجموعه کانی هاست و از کلمات یونانی allos به معنای دیگر و phainein به معنای ظاهرشدن گرفته شده‌است. ناپایدار برای اولین بار در آلمان غربی کشف شد و از نظر شکل بلور: ایزومتریک - پسودوکوبیک - اغلب از شکل اصلی خارج شده، رنگ: سفید - سبز- آبی - زرد - قهوه ای، شفافیت: شفاف - نیمه شفاف، جلا: شیشه‌ای - چرب، رخ: ندارد، سیستم تبلور: ناشناخته و در رده‌بندی سیلیکات است  و منشأ تشکیل آن ثانوی است.
همایند کانی‌شناسی (پارانژ) آن واریسیت - اپال- لیمونیت- هالویزیت است
، از نظر ژیزمان استالاکتیت - قشری تقریباًَ کمیاب است و بیشتر در آلمان غربی، اطریش، چک اسلواکی، بریتانیای کبیر و آمریکا یافت می‌شود.